# Lars Poulsen (grønlandsk politiker)
Lars Poulsen (født 26. august 1984 i Tasiilaq) er en grønlandsk politiker. Han har repræsenteret Siumut i Grønlands parlament,  Inatsisartut, siden inatsisartutvalget 2021.
Lars Poulsen har gået på handelsskole og er uddannet inden for lager og logistik. Fra 2008 til 2012 arbejdede han hos fiskeudstyrsvirksomheden Qalut Vónin, derefter hos KNI og fra 2017 hos Grønlandsbådcenter.
Lars Poulsen stillede op til kommunalvalget i 2017 og blev stedfortræder nummer to for Siumut i Sermersooq Kommune. Han fik ved inatsisartutvalget i 2018 90 stemmer hvilket ikke gav valg. Ved valget i 2021 gik han frem til 171 stemmer og kom ind i Inatsisartut for første gang.